# Ljubica Bulić
Ljubica Bulić je hrvatska rukometašica iz Splita. Igrala je za jugoslavensku reprezentaciju.